# Bayeux
Bayeux [ba'jø:] ist eine französische Gemeinde mit 12.754 Einwohnern (Stand 1. Januar 2022) im Département Calvados in der Region Normandie. Sie ist die Hauptstadt der im Nordwesten des Calvados gelegenen Landschaft Bessin.

## Geographie
Die Stadt befindet sich am Fluss Aure sieben Kilometer von der Küste des Ärmelkanals entfernt und dreißig Kilometer nordwestlich von Caen. Sie liegt an der Route nationale 13 und hat einen Bahnhof an der Bahnstrecke Mantes-la-Jolie–Cherbourg.

## Geschichte

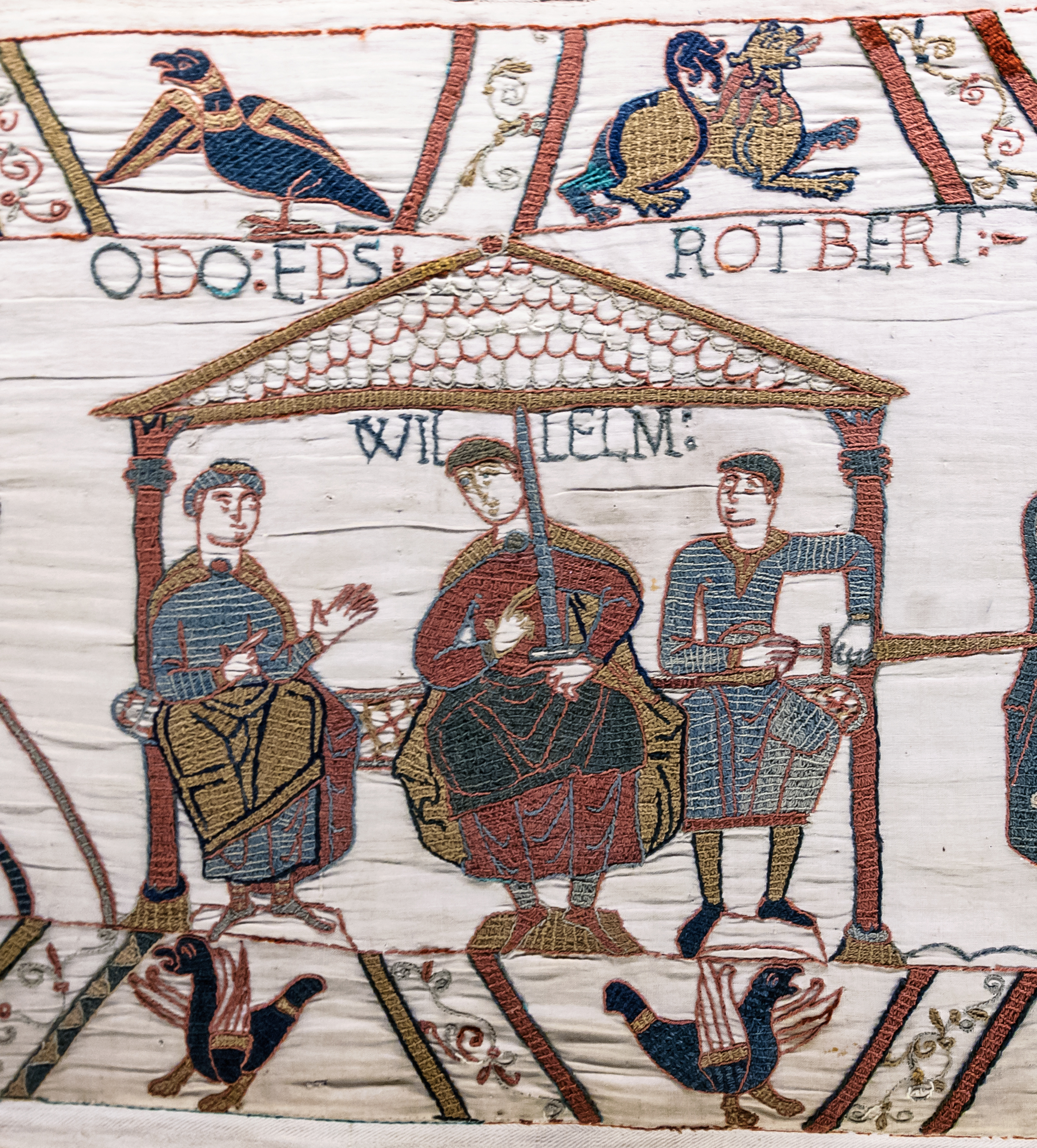
Odo (links) neben Wilhelm dem Eroberer (Mitte) und Wilhelms Halbbruder Robert im Teppich von Bayeux

Ursprünglich ein Hauptort der den Namen gebenden keltischen Baiokassen, war Bayeux als Augustodurum wichtiger Ort der römischen Provinz Gallia Lugdunensis. Gegen Ende des dritten Jahrhunderts wurde die Stadt zum Schutz gegen einfallende Sachsen befestigt. Reste der Anlage sind noch erhalten. Im sechsten Jahrhundert gehörte Bayeux zu Neustrien.
890 wurde die Stadt von den eindringenden Normannen zerstört. Nachdem sich die Eroberer unter Annahme des Christentums etabliert hatten, wurde die Stadt wieder aufgebaut. Von seinem normannischen Bischof Odo von Bayeux wurde 1077 die Kathedrale Notre-Dame eingeweiht, mit deren Bau 1047 begonnen worden war.
Im Hundertjährigen Krieg hatte die Stadt unter dem wechselnden Kriegsglück der Parteien zu leiden, blieb aber unzerstört.
Während der Reformation hatten Hugenotten nicht ohne Bildersturm zeitweilig die Oberhand, während der Gegenreformation wurde die alte Pracht wiederhergestellt.
Am 6. Juni 1944, dem D-Day, begann die Landung der Alliierten an der acht Kilometer entfernten Ärmelkanalküste. Bereits am 7. Juni konnten die britischen Truppen, die im Rahmen der Operation Overlord am Gold Beach bei Longues-sur-Mer gelandet waren, die Stadt befreien. Da die Alliierten die Stadt von den vorausgehenden Luftangriffen verschont hatten, und die Deutschen nach Caen abgezogen waren, erlitt Bayeux als einziger Ort im Calvados keine Zerstörungen und war die erste bedeutende Stadt, die die Alliierten befreien konnten.

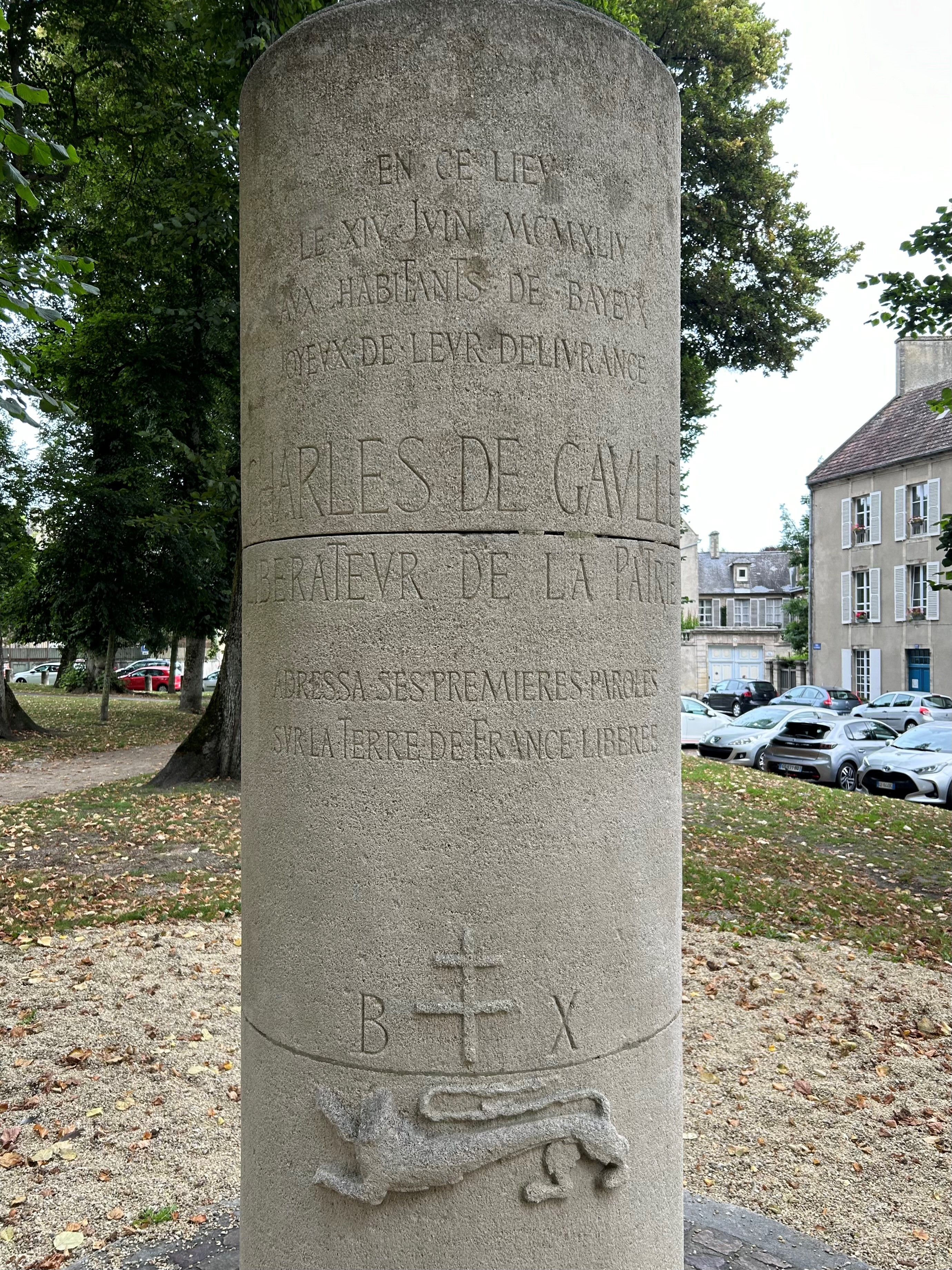
Stele in Bayeux zur Erinnerung an die Rede von Charles de Gaulle am 14. Juni 1944

Nachdem Charles de Gaulle in Courseulles wieder französischen Boden betreten hatte, wurde er am 14. Juni 1944 in Bayeux enthusiastisch empfangen und hielt dort seine erste Rede auf französischem Boden, in der er die Zugehörigkeit der Franzosen zu den Alliierten bekräftigte.
Anlässlich des zweiten Jahrestages der Befreiung weihte de Gaulle eine Stele auf dem Platz ein, der heute seinen Namen trägt, und stellte in seiner Rede, die als Discours de Bayeux berühmt wurde, die Grundlagen des politischen System Frankreichs vor, die er 1958 in der Verfassung der V. Republik verwirklichen sollte.

### Bevölkerungsentwicklung
| Jahr      | 1962 | 1968   | 1975   | 1982   | 1990   | 1999   | 2006   | 2016   |
| Einwohner | 9678 | 11.451 | 13.457 | 14.721 | 14.704 | 14.961 | 14.466 | 13.525 |

## Gedenkstätte für Journalisten

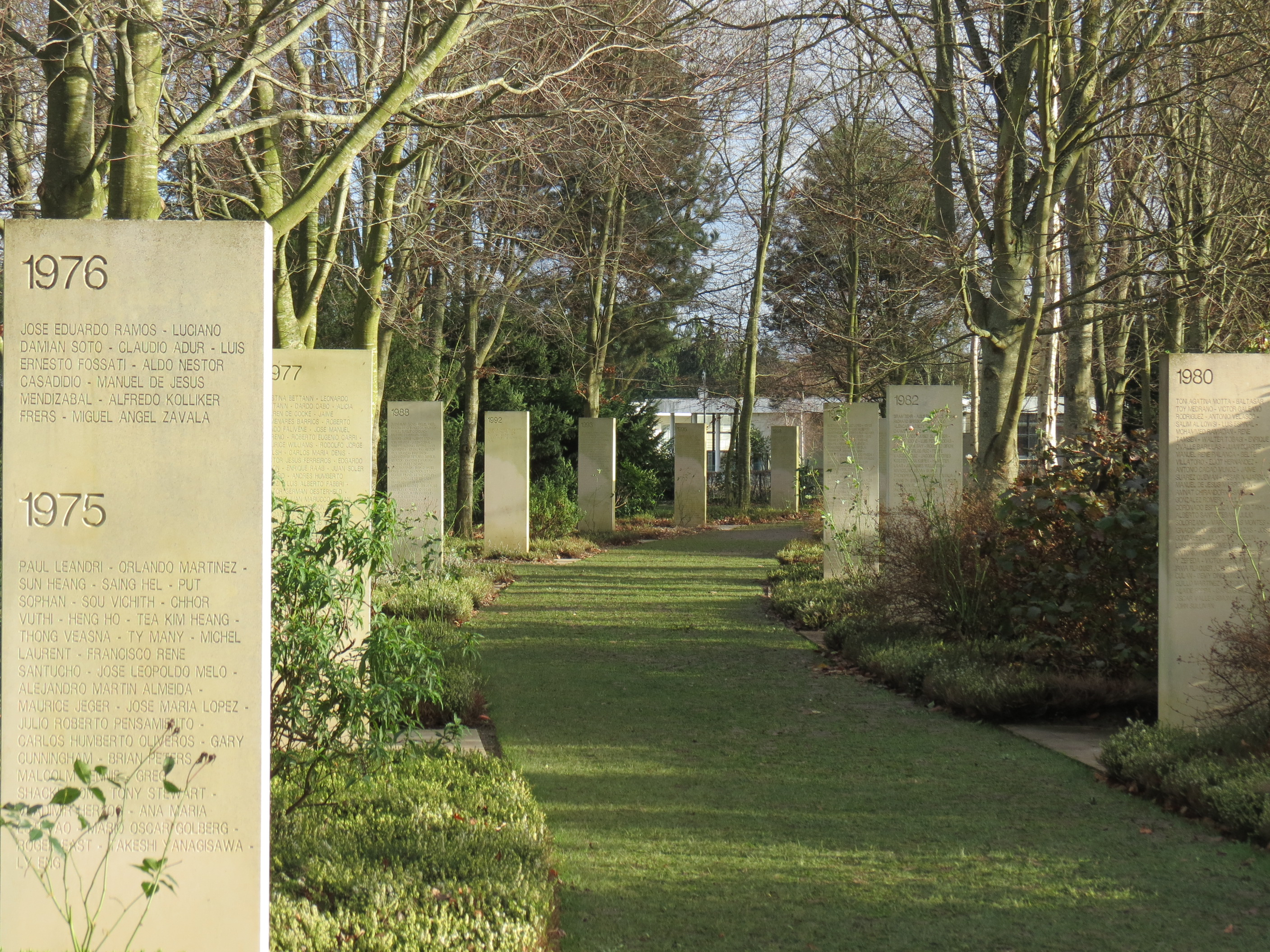
Mémorial des Reporters

Am 7. Oktober 2006 wurde eine Gedenkstätte für die 2000 Journalisten, Kameraleute und Fotografen eröffnet, die seit 1944 weltweit während oder wegen ihrer Arbeit getötet worden sind. Das Mahnmal ist ein landschaftlich gestalteter Weg, der von weißen Steinen gesäumt wird. Das Mahnmal wurde an dem Tag eröffnet, an dem der Mord an zwei deutschen Journalisten in Afghanistan sowie die Ermordung der Journalistin Anna Stepanowna Politkowskaja bekannt wurde. Bayeux zählte nach der Landung in der Normandie im Jahr 1944 zu den ersten von den Alliierten befreiten französischen Städten. In Erinnerung daran vergeben Bayeux und die Region Calvados den Preis für Kriegs- und Konfliktberichterstattung gemeinsam mit den Reportern ohne Grenzen. Der Entwurf dafür stammt vom Architekten Samuel Craquelin (* 1962) aus Lillebonne (Seine Maritime).

## Kultur und Tourismus
Die Stadtstruktur um die Kathedrale von Bayeux (Romanik, normannische Gotik, Flamboyant-Gotik) ist fast vollständig erhalten. Hierzu gehören teilweise noch im Privatbesitz befindliche Stadtpalais aus dem 17. und 18. Jahrhundert, Pfarrkirchen an den Stadtausfahrten und besonders das Gerberviertel. Das Museum zur Landung der Alliierten im Zweiten Weltkrieg zeigt umfassend die Geschehnisse des Jahres 1944 in der Region. Im Musée de la Tapisserie wird der mittelalterliche Teppich von Bayeux ausgestellt. Er zeigt die Geschichte der Eroberung Englands durch die Normannen in der berühmten Schlacht von Hastings im Jahre 1066. Daneben gibt es das Musée Baron Gérard mit Sammlungen zur Regionalgeschichte und bedeutenden Kunstwerken und die De-Gaulle-Gedächtnisstätte, die die Verbindung des ersten Präsidenten der V. Republik zu Bayeux eindrucksvoll und emphatisch darstellt.

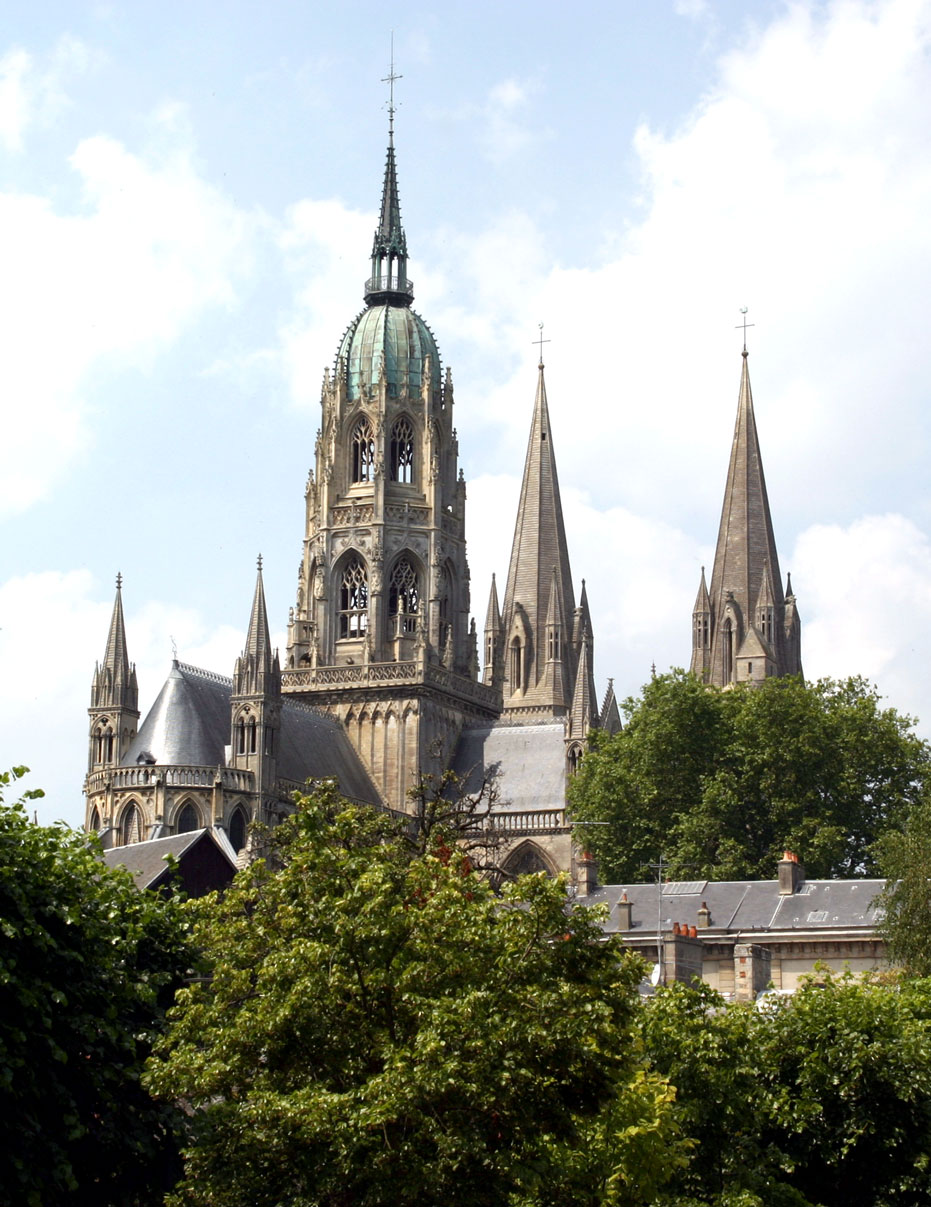
Die Kathedrale von Bayeux

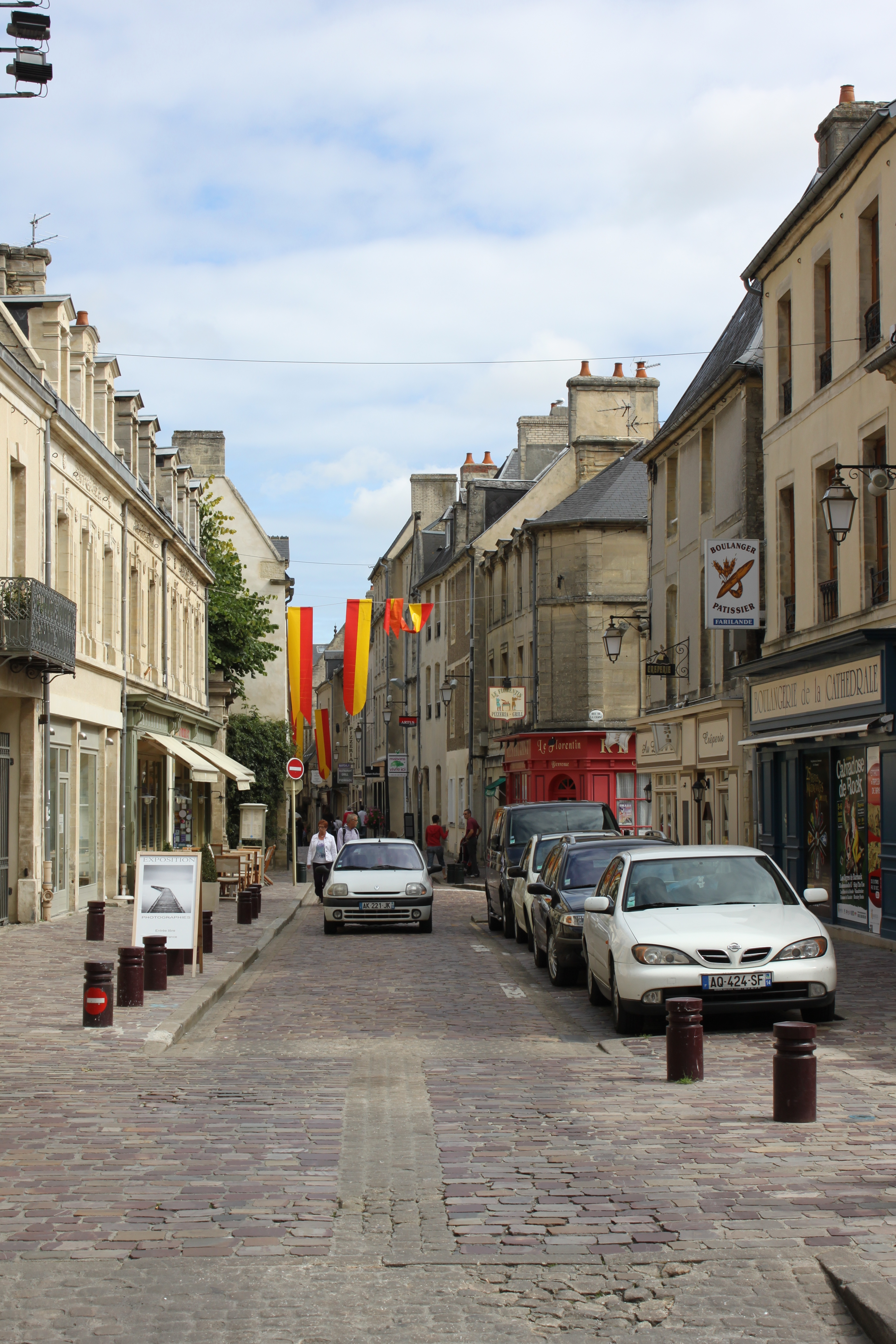
Altstadt von Bayeux

## Politik und Verwaltung
Bayeux ist Hauptstadt des gleichnamigen Arrondissements (Sitz der Unterpräfektur an der Place de Gaulle). Gerichtsstandort (Tribunal d’Instance – Amtsgericht).

### Städtepartnerschaften
Bayeux unterhält seit 1945 eine Partnerschaft mit Eindhoven in den Niederlanden. Die beiden Städte verbindet, dass sie zu den ersten ihres jeweiligen Landes gehören, die von der deutschen Besatzung im Zweiten Weltkrieg befreit wurden. Weitere Partnerstädte sind Dorchester im Vereinigten Königreich (seit 1959), Lübbecke in Deutschland (seit 1968) und Sotome, Nagasaki.

## Persönlichkeiten und Ehrenbürger der Stadt
- Alain Chartier (1385–1430/1446), Dichter
- Pierre Charles Lemonnier (1715–1799), Astronom
- Freiherr Felix von Wimpffen-Berneburg (1744–1814), Revolutionsgeneral
- Bon-Claude Cahier de Gerville (1751–1796), Politiker, Jurist und Innenminister unter Ludwig XVI.
- Robert Jacques François Faust Lefèvre (1755–1830), Porträt- und Historienmaler
- Frédéric Pluquet (1781–1831), Historiker, Romanist und Mediävist
- Marguerite-Joséphine Georges (1787–1867), Schauspielerin
- Richard Henry Puech dit Dupont (1798–1873), Naturalienhändler und Entomologe
- Arcisse de Caumont (1801–1873), Geologe, Archäologe, Kunsthistoriker und Historiker
- Gustave Desnoiresterres (1817–1892), Kultur- und Literaturhistoriker
- Jules Lepley (1836–1886), Missionar und römisch-katholischer Bischof in Shanghai
- Jean Grémillon (1901–1959), Filmregisseur
- Paul Le Caër (1923–2016), Überlebender des KZ Mauthausen und ein ehemaliger Widerstandskämpfer gegen den Nationalsozialismus
- François Neveux (* 1944), Mediävist und Organist an der Großen Orgel der Kathedrale Notre-Dame de Bayeux
- Éric Navet (* 1959), Springreiter
- Franck Dumas (* 1968), Fußballspieler
- Ludivine Issambourg (* 1983), Jazzmusikerin
- Kévin Vauquelin (* 2001), Radsportler